# Copa de Competencia Británica 1945
La Copa de Competencia Británica 1945 fue la segunda edición de este torneo.
El trofeo fue donado por el embajador británico en Argentina, David Kelly, en nombre del rey del Reino Unido (1936-1952), Jorge VI, y de la Football Association.
Se jugaba a través del sistema de eliminación directa, a único partido y participaron en ella todos los clubes pertenecientes al Campeonato de Primera División 1945.
Racing Club se consagró campeón invicto del torneo al vencer en la final a Boca Juniors por 4 a 1.

## Resultados

### Cuadro de desarrollo
|  | Octavos de final        | Octavos de final |                    |                    | Cuartos de final | Cuartos de final |  |                  | Semifinal    | Semifinal    |  |              | Final         | Final         |  |
|  | 8 de abril              | 8 de abril       |                    |                    | 20 de junio      | 20 de junio      |  |                  | 31 de agosto | 31 de agosto |  |              | 12 de octubre | 12 de octubre |  |
|  |                         |                  |                    |                    |                  |                  |  |                  |              |              |  |              |               |               |  |
|  |                         |                  |                    |                    |                  |                  |  |                  |              |              |  |              |               |               |  |
|  | Boca Juniors            | 6                |                    |                    |                  |                  |  |                  |              |              |  |              |               |               |  |
|  | Boca Juniors            | 6                |                    |                    |                  |                  |  |                  |              |              |  |              |               |               |  |
|  | Atlanta                 | 2                |                    |                    |                  |                  |  |                  |              |              |  |              |               |               |  |
|  | Atlanta                 | 2                |                    | Boca Juniors       | 1                |                  |  |                  |              |              |  |              |               |               |  |
|  |                         |                  |                    | Boca Juniors       | 1                |                  |  |                  |              |              |  |              |               |               |  |
|  |                         |                  | Independiente      | 0                  |                  |                  |  |                  |              |              |  |              |               |               |  |
|  | Independiente           | 3                | Independiente      | 0                  |                  |                  |  |                  |              |              |  |              |               |               |  |
|  | Independiente           | 3                |                    |                    |                  |                  |  |                  |              |              |  |              |               |               |  |
|  | San Lorenzo             | 2                |                    |                    |                  |                  |  |                  |              |              |  |              |               |               |  |
|  | San Lorenzo             | 2                |                    |                    |                  |                  |  | Boca Juniors     | 7            |              |  |              |               |               |  |
|  |                         |                  |                    |                    |                  |                  |  | Boca Juniors     | 7            |              |  |              |               |               |  |
|  |                         |                  | Ferro Carril Oeste | 0                  |                  |                  |  |                  |              |              |  |              |               |               |  |
|  | Ferro Carril Oeste      | 3                | Ferro Carril Oeste | 0                  |                  |                  |  |                  |              |              |  |              |               |               |  |
|  | Ferro Carril Oeste      | 3                |                    |                    |                  |                  |  |                  |              |              |  |              |               |               |  |
|  | Newell's                | 1                |                    |                    |                  |                  |  |                  |              |              |  |              |               |               |  |
|  | Newell's                | 1                |                    | Ferro Carril Oeste | 2                |                  |  |                  |              |              |  |              |               |               |  |
|  |                         |                  |                    | Ferro Carril Oeste | 2                |                  |  |                  |              |              |  |              |               |               |  |
|  |                         |                  | Rosario Central    | 1                  |                  |                  |  |                  |              |              |  |              |               |               |  |
|  | Rosario Central         | 3                | Rosario Central    | 1                  |                  |                  |  |                  |              |              |  |              |               |               |  |
|  | Rosario Central         | 3                |                    |                    |                  |                  |  |                  |              |              |  |              |               |               |  |
|  | Chacarita Juniors       | 2                |                    |                    |                  |                  |  |                  |              |              |  |              |               |               |  |
|  | Chacarita Juniors       | 2                |                    |                    |                  |                  |  |                  |              |              |  | Boca Juniors | 1             |               |  |
|  |                         |                  |                    |                    |                  |                  |  |                  |              |              |  | Boca Juniors | 1             |               |  |
|  |                         |                  | Racing Club        | 4                  |                  |                  |  |                  |              |              |  |              |               |               |  |
|  | Estudiantes (LP)        | 3                | Racing Club        | 4                  |                  |                  |  |                  |              |              |  |              |               |               |  |
|  | Estudiantes (LP)        | 3                |                    |                    |                  |                  |  |                  |              |              |  |              |               |               |  |
|  | Gimnasia y Esgrima (LP) | 3                |                    |                    |                  |                  |  |                  |              |              |  |              |               |               |  |
|  | Gimnasia y Esgrima (LP) | 3                |                    | Estudiantes (LP)   | 2                |                  |  |                  |              |              |  |              |               |               |  |
|  |                         |                  |                    | Estudiantes (LP)   | 2                |                  |  |                  |              |              |  |              |               |               |  |
|  |                         |                  | Vélez Sarsfield    | 0                  |                  |                  |  |                  |              |              |  |              |               |               |  |
|  | Vélez Sarsfield         | 3                | Vélez Sarsfield    | 0                  |                  |                  |  |                  |              |              |  |              |               |               |  |
|  | Vélez Sarsfield         | 3                |                    |                    |                  |                  |  |                  |              |              |  |              |               |               |  |
|  | Lanús                   | 2                |                    |                    |                  |                  |  |                  |              |              |  |              |               |               |  |
|  | Lanús                   | 2                |                    |                    |                  |                  |  | Estudiantes (LP) | 0            |              |  |              |               |               |  |
|  |                         |                  |                    |                    |                  |                  |  | Estudiantes (LP) | 0            |              |  |              |               |               |  |
|  |                         |                  | Racing Club        | 4                  |                  |                  |  |                  |              |              |  |              |               |               |  |
|  | Racing Club             | 5                | Racing Club        | 4                  |                  |                  |  |                  |              |              |  |              |               |               |  |
|  | Racing Club             | 5                |                    |                    |                  |                  |  |                  |              |              |  |              |               |               |  |
|  | Huracán                 | 3                |                    |                    |                  |                  |  |                  |              |              |  |              |               |               |  |
|  | Huracán                 | 3                |                    | Racing Club        | 3                |                  |  |                  |              |              |  |              |               |               |  |
|  |                         |                  |                    | Racing Club        | 3                |                  |  |                  |              |              |  |              |               |               |  |
|  |                         |                  | River Plate        | 2                  |                  |                  |  |                  |              |              |  |              |               |               |  |
|  | River Plate             | 3                | River Plate        | 2                  |                  |                  |  |                  |              |              |  |              |               |               |  |
|  | River Plate             | 3                |                    |                    |                  |                  |  |                  |              |              |  |              |               |               |  |
|  | Platense                | 1                |                    |                    |                  |                  |  |                  |              |              |  |              |               |               |  |
|  | Platense                | 1                |                    |                    |                  |                  |  |                  |              |              |  |              |               |               |  |
|  |                         |                  |                    |                    |                  |                  |  |                  |              |              |  |              |               |               |  |

### Primera fase
| 8 de abril de 1945 | Boca Juniors                                                             | 6:2 (2:1) | Atlanta               | Estadio Ferro Carril Oeste, Buenos Aires |                          |
|                    | S. Varela 31' · P. Corcuera 44', 52', 89' · M. Sánchez 65' · M. Boyé 68' |           | F. Rodríguez 11', 75' | Árbitro(s): J. B. Macías                 | Árbitro(s): J. B. Macías |

| 8 de abril de 1945 | Estudiantes (LP)                                          | 3:3 (1:2) | Gimnasia (LP)                         | Estadio Racing Club, Avellaneda |                    |
|                    | E. Desagastizábal 28' · R. Infante 77' · J. Galiardo 110' |           | R. Cisneros 9' · R.Rodríguez 20', 95' | Árbitro(s): V. Rey              | Árbitro(s): V. Rey |

| 8 de abril de 1945 | Ferro Carril Oeste                                  | 3:1 (0:1) | Newell's     | Estadio Atlanta, Buenos Aires |                       |
|                    | B. Gandulla 53' · A. Borgnia 114' · A. Piovano 119' |           | A. López 39' | Árbitro(s): D. Solari         | Árbitro(s): D. Solari |

| 8 de abril de 1945 | Independiente                        | 3:2 (0:1) | San Lorenzo                     | Estadio Monumental, Buenos Aires |                        |
|                    | E. Cervino 82' · N. Pairoux 87', 90' |           | R. Pontoni 16' · R. Martino 48' | Árbitro(s): J. Cángaro           | Árbitro(s): J. Cángaro |

| 8 de abril de 1945 | Racing Club                                            | 5:3 (3:2) | Huracán                                          | Estadio San Lorenzo, Buenos Aires |                       |
|                    | H. Reyes 1' · A. Yuzzolino 10', 12', 86' · F. Díaz 72' |           | N. Méndez 25' · D. Unzué 42' · J. C. Salvini 79' | Árbitro(s): G. Cossio             | Árbitro(s): G. Cossio |

| 8 de abril de 1945 | River Plate                        | 3:1 (3:0) | Platense        | Estadio Boca Juniors, Buenos Aires |                       |
|                    | A. Gallo 14' · A. Labruna 33', 39' |           | J. Cantelli 71' | Árbitro(s): F. Ghinzo              | Árbitro(s): F. Ghinzo |

| 8 de abril de 1945 | Rosario Central                  | 3:2 (1:0) | Chacarita            | Estadio Newell's Old Boys, Rosario |                           |
|                    | J. Bravo 33', 59' · T. Mello 75' |           | R. Valsechi 88', 90' | Árbitro(s): J. J. Álvarez          | Árbitro(s): J. J. Álvarez |

| 8 de abril de 1945 | Vélez Sarsfield                               | 3:2 (3:1) | Lanús                         | Estadio Platense, Buenos Aires |                        |
|                    | J. Espinoza 5' · A. Cano 8' · E. Heisecke 29' |           | I. Orleans 21' · L. Romay 85' | Árbitro(s): E. Giménez         | Árbitro(s): E. Giménez |

#### Playoff
| 1 de mayo de 1945 | Gimnasia y Esgrima (LP) | 1:2 (0:2) | Estudiantes (LP)                        | Estadio Gimnasia y Esgrima, La Plata |                        |
|                   | A. Santiago 51'         |           | M. Pelegrina 2' · C. Chiarin 30' (a.g.) | Árbitro(s): J. Carlini               | Árbitro(s): J. Carlini |

### Cuartos de final
| 20 de junio de 1945 | Boca Juniors          | 1:0 (0:0) | Independiente | Estadio San Lorenzo, Buenos Aires |                      |
|                     | O. Crucci 100' (a.g.) |           |               | Árbitro(s): C. Mauri              | Árbitro(s): C. Mauri |

| 20 de junio de 1945 | Racing Club                             | 3:2 (2:1) | River Plate                       | Estadio Boca Juniors, Buenos Aires |                       |
|                     | N. Yácono 4' (a.g.) · R. Fiore 40', 69' |           | A. Pedernera 28' · A. Labruna 64' | Árbitro(s): J. Girbau              | Árbitro(s): J. Girbau |

| 20 de junio de 1945 | Ferro Carril Oeste    | 2:1 (0:0) | Rosario Central  | Estadio Platense, Buenos Aires |                      |
|                     | B. Gandulla 75', 108' |           | R. Marracino 60' | Árbitro(s): I. López           | Árbitro(s): I. López |

| 20 de junio de 1945 | Estudiantes (LP)               | 2:0 (1:0) | Vélez Sarsfield | Estadio Racing Club, Avellaneda |                     |
|                     | M. Pelegrina 46' · J. Oroz 81' |           |                 | Árbitro(s): F. Goez             | Árbitro(s): F. Goez |

### Semifinal
| 30 de agosto de 1945 | Racing Club                                               | 4:0 (2:0) | Estudiantes (LP) | Estadio San Lorenzo, Buenos Aires |                          |
|                      | R. D'Alessandro 16' · R. Fiore 20', 78' · J. Barreiro 48' |           |                  | Árbitro(s): J. B. Macías          | Árbitro(s): J. B. Macías |

| 30 de agosto de 1945 | Boca Juniors                                                                 | 7:0 (5:0) | Ferro Carril Oeste | Estadio Racing Club, Avellaneda |                           |
|                      | M. Boyé 10', 88' · J. Sarlanga 24', 28' · J. Campos 39', 43' · S. Varela 84' |           |                    | Árbitro(s): J. J. Alvarez       | Árbitro(s): J. J. Alvarez |

### Final
| 12 de octubre de 1945 | Racing Club                                                         | 4:1 (2:1) | Boca Juniors   | Estadio San Lorenzo, Buenos Aires |                        |
|                       | R. D'Alessandro 19' · J. Camer 26' · F. Monestés 53' · R. Fiore 67' |           | M. Sánchez 20' | Árbitro(s): H. Dottori            | Árbitro(s): H. Dottori |

|                                 |
|                                 |
| Campeón Racing Club 1.er título |